# Terrebonne
Terrebonne è una città del Canada, capoluogo della municipalità regionale di contea di Les Moulins, nella regione di Lanaudière nella provincia del Québec, situata nella periferia settentrionale della città di Montréal.
Ha una popolazione di 101.558 abitanti (dati del 2009) con una superficie di 155,44 km² per una densità di 609 ab/Km².